# 템테이션스
템테이션스(The Temptations)는 포 탑스와 함께 리듬 앤 블루스의 분야에서 인기가 높은 미국의 남성 그룹이다. 5명의 흑인으로 이루어졌으며, 1960년경 디트로이트에서 결성되었다. 그곳의 록 대회에서 호평을 받아 1961년에는 레코드 분야에 진출, 《마이 걸》을 비롯한 많은 인기곡을 낸 바가 있다. 멤버는 데이비드 러핀, 에디 켄드릭스, 폴 윌리엄스, 오티스 윌리엄스, 멜빈 프랭클린의 다섯 명으로 구성되어 있다. 춤추면서 노래하는 흥겨운 무대로의 인기가 높다.